# 전은혜 (펜싱 선수)
전은혜(1997년 8월 1일~)는 대한민국의 펜싱 선수로 주 종목은 사브르이다. 2024년 하계 올림픽에 참가, 펜싱 여자 사브르 단체전에서 은메달을 기록하였다.

## 경력
초등학생 시절에는 육상을 했으며 졸업 직전 대전매봉중학교 펜싱 코치의 권유로 펜싱에 입문했다. 이후 대전매봉중을 거쳐 대전송촌고등학교로 진학했고 고교 시절 유스 국가대표와 주니어 국가대표로 활동했다. 2014년 4월 불가리아 플로브디프에서 열린 세계 유스 선수권 대회에 참가하여 개인전 동메달을 획득했고 같은 해 8월에는 중국 난징에서 열린 2014년 하계 청소년 올림픽에 출전하여 개인전 5위, 단체전 4위에 올랐다.
한국체육대학교 재학 시절인 2017년에 국가대표로 처음 발탁되었으며 그 해 3월 서울에서 열린 그랑프리 대회에서 21위에 오르며 성인 국가대표 첫 경기를 가졌다.
2023년 6월 중국 우시에서 열린 2023년 아시아 선수권 대회 단체전에서 우승을 차지했고 7월에는 밀라노에서 열린 2023년 세계 선수권 대회에서 단체전 동메달을 획득했다. 9월에는 중국 항저우에서 열린 아시안 게임에서 개인전 11위에 올랐고 단체전에서 동메달을 획득했다.
2024년 파리에서 열리는 2024년 하계 올림픽에 참가하는 대표팀 명단에 포함되었다. 펜싱 여자 사브르 단체전에서 은메달을 기록하였다.